# Kirin Cup 2006
Kirin Cup 2006 – dwudziesty siódmy, piłkarski turniej towarzyski Kirin Cup, odbył się w dniach 9 – 13 maja 2006 roku w Japonii. W turnieju tradycyjnie wzięły udział trzy zespoły: drużyna gospodarzy, Szkocji i Bułgarii.

## Mecze
| 9 maja |  | Japonia | 1 | - | 2 (0-1) | Bułgaria |

| 11 maja |  | Szkocja | 5 | - | 1 (2-1) | Bułgaria |

| 13 maja |  | Japonia | 0 | - | 0 | Szkocja |

## Końcowa tabela
| M | Reprezentacja | L.m. | Zw. | Rem. | Por. | Bramki | R.br. | Pkt |
| 1 | Szkocja       | 2    | 1   | 1    | 0    | 5:1    | +4    | 4   |
| 2 | Bułgaria      | 2    | 1   | 0    | 1    | 3:6    | -3    | 3   |
| 3 | Japonia       | 2    | 0   | 1    | 1    | 1:2    | -1    | 1   |

Dwudziestym siódmym triumfatorem turnieju Kirin Cup został zespół Szkocji.